# 당신이 바꾸는 세상
당신이 바꾸는 세상은 매주 토요일 오후 3시와 일요일 오전 9시에 KBS 1TV로 방송된 다큐멘터리 텔레비전 프로그램이다.

## 기획 의도
아름답게 바꾼 사람들을 소개하는 다큐멘터리 텔레비전 프로그램이다.

## 방송 시간
본 방송 시간은 2013년 6월 15일을 기준으로 한다.
※ 국경일·기념일·스포츠 중계 방송이 편성되면 결방됨.
| 방송 채널 | 방송 기간                         | 방송 시간                                |
| --------- | --------------------------------- | ---------------------------------------- |
| KBS 1TV   | 2013년 4월 13일 ~ 2013년 6월 9일  | 매주 토요일 오후 3:00 ~ 3:10 (10분)      |
| KBS 1TV   | 2013년 4월 13일 ~ 2013년 6월 9일  | 매주 일요일 오전 11:50 ~ 낮 12:00 (10분) |
| KBS 1TV   | 2013년 6월 15일 ~ 2013년 8월 18일 | 매주 토요일 오후 3:00 ~ 3:10 (10분)      |
| KBS 1TV   | 2013년 6월 15일 ~ 2013년 8월 18일 | 매주 일요일 오전 9:00 ~ 9:10 (10분)      |

## 방송 회차

### 2013년
| 회차 | 방송일   | 제목 (원제)                                      |
| ---- | -------- | ------------------------------------------------ |
| 1    | 4월 13일 | 아이들의 소중한 생명, 언제까지 희생되어야 하나?  |
| 2    | 4월 14일 | 이웃사촌 갈라놓은 주차전쟁                       |
| 3    | 4월 20일 | 대학가 음주문화 술 대신 배려로...                |
| 4    | 4월 21일 | 쓰레기, 꽃이 되다!                               |
| 5    | 4월 27일 | 너는 욕을 하나? 나는 욕을 공부한다!              |
| 6    | 4월 28일 | 시각 장애인도 함께 타는 행복 버스                |
| 7    | 5월 4일  | 너와 나, 서로 달라도 우리는 친구!                |
| 8    | 5월 5일  | 선플은 기적을 싣고...                            |
| 9    | 5월 11일 | 워킹맘들의 천국에 가다!                          |
| 10   | 5월 12일 | 틀니에서 현금까지... 주인 찾아주는 양심 택시     |
| 11   | 5월 18일 | 세대공감, 밥상에서 시작하다.                     |
| 12   | 5월 19일 | 생산자와 소비자의 윈윈전략, 로컬푸드             |
| 13   | 5월 25일 | 고향으로 유턴! 젊은이들 모이는 백담마을          |
| 14   | 5월 26일 | 골목상권 살리는 착한 지도                        |
| 15   | 6월 1일  | 하굣길 안전도우미 워킹 스쿨버스                  |
| 16   | 6월 2일  | 공공디자인으로 만드는 안전한 골목길              |
| 17   | 6월 8일  | 음식물 쓰레기의 재발견                           |
| 18   | 6월 9일  | 학교폭력 예방을 무대에서 시작된다! 무지개 연극단 |
| 19   | 6월 15일 | 함께 나누고 소통하는 열린옷장                    |
| 20   | 6월 16일 | 도로 위를 달리는 행복한 길잡이                   |
| 21   | 6월 22일 | SOS 국민안심서비스, 내 몸은 내가 지킨다!         |
| 22   | 6월 23일 | 아버지의 이름을 회복하다! 동화구연 아버지회      |
| 23   | 6월 29일 | 버리면 쓰레기, 모으면 돈이 되는 재활용품         |
| 24   | 6월 30일 | 청소년 힐링의 장, 청개구리 심야식당              |
| 25   | 7월 6일  | 나무 10억 그루 살리는 천 기저귀                  |
| 26   | 7월 13일 | 협업으로 청년 실업의 해법을 찾다                 |
| 27   | 7월 20일 | 외국인과의 화합을 위해 나섰다! 외국인 자율방범대 |
| 28   | 7월 21일 | 전력난 걱정 없는 에너지 자립마을                 |

## 동 시간대 프로그램
다음 동 시간대 프로그램은 일요일 오전 9시에 방송된다.
| 방송 채널 | 프로그램    | 방송 시간                            |
| --------- | ----------- | ------------------------------------ |
| KBS 2TV   | 1박 2일     | 매주 일요일 오전 9:00 ~ 10:20 (80분) |
| MBC       | 해피타임    | 매주 일요일 오전 8:00 ~ 9:15 (85분)  |
| SBS       | 도전 1000곡 | 매주 일요일 오전 8:10 ~ 9:25 (75분)  |